# Nick Brimble
Nick Brimble est un acteur britannique né le 22 juillet 1944 à Bristol.

## Filmographie
- 1971 : Jeunes vierges pour un vampire (Lust for a Vampire) : First Villager
- 1972 : The Duchess of Malfi (TV) : Madman
- 1973 : Barbara of the House of Grebe (TV) : Willowes
- 1975 : You're On Your Own (série télévisée) : Colin Benson
- 1976 : Cosmic Princess (TV) : Ray Torens
- 1977 : Sweeney! : Det. Con. Gerry Burtonshaw
- 1979 : Yanks : Merchant seaman
- 1979 : S.O.S. Titanic (TV) : Olas Abelseth
- 1979 : Penmarric (série télévisée) : Jared Roslyn
- 1980 : Silver Dream Racer (en) de David Wickes : Jack Davis
- 1981 : Masada (feuilleton TV) : Milades
- 1982 : Commando (Who Dares Wins) : Williamson
- 1982 : The Scarlet Pimpernel (en) (TV) : Bibot
- 1983 : Farmers Arms (TV) : Bud Crambe
- 1984 : The Master of Ballantrae (TV) : Chew
- 1984 : Sheena, reine de la jungle (Sheena) : Wadman
- 1984 : Périclès, prince de Tyr (Pericles, Prince of Tyre) (TV) : Leonine
- 1985 : Hitler's S.S.: Portrait in Evil (TV) : Gildisch
- 1985 : Jamaica Inn (TV) : Hussar
- 1985 : Behind Enemy Lines (TV) : Henrik Wergeland
- 1985 : Silas Marner: The Weaver of Raveloe (TV) : Bob Dowlas
- 1985 : Mission casse-cou (TV) : Keith Lymon (2 épisodes saisons 2 et 3)
- 1986 : Adventures of William Tell (TV) : Horst
- 1986 : Return to Treasure Island (feuilleton TV) : Keelhaul
- 1988 : Guillaume Tell (série télévisée) : Horst & Prince of the Wasteland
- 1989 : Tank Malling : American
- 1989 : Pursuit (TV) : Soli
- 1990 : La Résurrection de Frankenstein (Frankenstein Unbound) : The Monster
- 1990 : The Silver Chair (TV) : Giant Porter
- 1991 : Robin des Bois : Prince des voleurs (Robin Hood: Prince of Thieves) : Little John
- 1992 : Year of the Comet : Jamie
- 1993 : To Play the King (TV) : Corder
- 1994 : Skallagrigg : Frank
- 1995 : The Final Cut (TV) : Corder
- 1996 : Loch Ness : Andy Maclean, Boat Owner
- 1996 : The One That Got Away (TV) : Sgt. Vince Phillips
- 1997 : Ivanhoe (feuilleton TV) : Front de Bœuf
- 1997 : Pêche party (Gone Fishin') : Dekker Massey
- 1999 : Fortress 2 - Réincarcération (Fortress 2) : Max Polk
- 2000 : Maisie's Catch : Giant
- 2000 : Sept jours à vivre (Seven Days to Live) de Sebastian Niemann : Carl Farrell
- 2000 : Au commencement (In the Beginning) (TV) : Rider #1
- 2000 : The Calling : inspecteur de police Oliver Morton
- 2001 : Gypsy Woman : Manni
- 2001 : Never Say Never Mind: The Swedish Bikini Team (vidéo) : Gustav
- 2001 : Chevalier (A Knight's Tale) : Sir Ector
- 2001 : Goodbye, Mr Steadman (TV) : Tony
- 2002 : Young Arthur (TV) : Pelinore
- 2004 : The Baby Juice Express : Krakowski
- 2004 : Out of Reach (vidéo) : Mister Elgin
- 2004 : La Femme mousquetaire (La Femme Musketeer) (TV) : le général
- 2004 : Greek Gods and Goddesses: Jason and the Argonauts (TV) : Héraclès
- 2004 : Control : Dimi Vertov
- 2005 : Too Much Too Young : Frankie Bridge
- 2005 : Piège en eaux profondes (Submerged) : Arian Lehder
- 2006 : Good Girl, Bad Girl (TV) : inspecteur Koster
- 2006 : Emmerdale Farm (série TV de 1972) : Terence Turner
- 2006 : Hui Buh, le fantôme du château (Hui Buh) : Daalor
- 2011 : Inspecteur Barnaby (saison 14 - épisode 2)
- 2016 : Guerre et Paix (saison1 - épisode 5) : Dron